# Lusk
Lusk (Irland) (Irsk: Lusca) er en irsk by i County Dublin i provinsen Leinster 23 km nord for hovedstaden Dublin, i den centrale del af Republikken Irland. Byen har en befolkning (inkl. opland) på 5.236 indb i 2006 (2.456 i 2002) og indgår sammen med nabolandsbyen Rush i udviklingsplanerne for den samlede hovedstadsregion – Greater-Dublin. Området er derfor under hastig forvandling fra landbyområde til forstadsregion, hvilket illustreres af en fordobling af indbyggertallet fra 2002 til 2006.

## Historie
Munken Saint Macculin grundlagde et kloster ved Lusk omkring år 450, men også munken Saint Maurus hævdes at have tilknytning til stedet. Klostret blev plyndret og nedbrændt flere gange i de efterfølgende århundreder samt af bl.a. vikinger efter deres ankomst til området. Den eneste fortsat eksisterende rest fra den tidlige kristne periode er det 27 m høje traditionelle irske Runde Tårn, opført for omkring 1000 år siden.
Tårnet indeholder ni etager inkl. grundetagen og har fortsat sin oprindelige koniske tagkonstruktion. Indgangen til tårnet ligger i dag i blot en meters højde. Tårnet ligger i dag sammenbygget med en firkantet tårnkonstruktion fra 15. til 16. århundrede forsynet med tre matchende tårne i bygningens øvrige tre hjørner. Bygningen huser i dag Lusk Heritage Centre.
Bygningskomplekset omfatter derudover en kirke fra det 19. århundrede samt flere udsmykkede gravmumenter fra 1500-tallet, eksempelvis for James Bermingham (1527) samt for Christopher Barnewell og hans hustru Marion Sharl (1589).